# سوت (وسیله)
سوت (به فارسی تاجیکستان: هُشتَک) ابزاری برای تولید صدا است. سوت نوعی ساز بادی ساده محسوب می‌شود که به وسیله دهان یا هوای فشرده دیگری نواخته می‌شود.

## تاریخچه
در چین باستان و مغولستان به عنوان وسیله اعلام خطر حمله دشمن استفاده می‌شده‌است. نوعی از سوت در مصر باستان به وسیله پاپیروس ساخته می‌شده‌است. در قرن نوزدهم از این وسیله در پلیس انگلستان و در میادین ورزشی این کشور استفاده شد.

## انواع سوت
برحسب کاربرد و اندازه، سوتها انواع گوناگونی دارند. سوتهای پلیس و میادین ورزشی از انواع کوچک آن شمرده می‌شوند و با دهان نواخته می‌شوند. در مقابل سوتهای بسیار بزرگ کشتی‌ها، کارخانجات و قطارها به وسیله نیروی بخار به صدا در می‌آیند.